# NGC 322

NGC 322

NGC 322 هي مجرة محدبة تبعد حوالي 318 مليون سنة ضوئية من النظام الشمسي تقع في كوكبة العنقاء. تم اكتشافها في 5 سبتمبر 1834 من قبل جون هيرشل. وصفها درير بأنها «خافتة جدا وصغيرة جدا ودائرية ووسطها أكثر إشراقا و 3 نجوم في جهة الغرب.» ويبدو أنها تتفاعل مع PGC 95427.

## وصلات خارجية
- NGC 322 على موقع ويكي سكاي: DSS2, SDSS, GALEX, IRAS, Hydrogen α, X-Ray, Astrophoto, Sky Map, Articles and images